# 科斯蒂奇 (巴利阿里群岛)
科斯蒂奇（西班牙语）是西班牙巴利阿里群岛的一个市镇。总面积15平方公里，总人口924人（2001年），人口密度62人/平方公里。